# Gabriel Ximenes

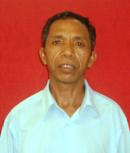
Gabriel Ximenes

Gabriel Ximenes (* 6. August 1956 in Ermera, Portugiesisch-Timor; † 17. Juli 2009 in Surabaya, Indonesien), Kampfname Fitun (deutsch Stern), war ein Politiker aus Osttimor. Er war Mitglied der Partido Democrático (PD) und Präsident der Partei im Distrikt Ermera.
Ximenes hatte als Kind nur ein Jahr lang Unterricht. Bei den Parlamentswahlen 2007 zog er in das Nationalparlament Osttimors ein. Hier war Ximenes Mitglied der Kommission für Außenangelegenheiten, Verteidigung und Nationale Sicherheit (Kommission B). Allerdings starb Ximenes 2009 in einem Krankenhaus in Surabaya. Ihm folgte Álvaro do Nascimento in das Parlament.
Seit 2023 steht am Friedhof von Aitura (Suco Estado) ein Denkmal für Ximenes.